# Enrico Dante Fantappiè
Enrico Dante Fantappiè (Firenze, 28 settembre 1869 – Firenze, 2 agosto 1951) è stato un architetto italiano.

## Biografia
Enrico Dante Fantappiè nasce a Firenze nel 1869. Figlio di un ebanista, fece il suo primo apprendistato nel laboratorio del padre, specializzato nella realizzazione di strutture per l’illuminazione per feste e fiaccolate e della scenografia connessa (strutture mobili di carattere architettonico, come torri, archi di trionfo etc.). Alla fine dell'Ottocento frequenta l’Accademia di belle arti di Firenze, seguendo anche i corsi di architettura di Vincenzo Micheli ed Enrico Ristori. Dopo il diploma in Disegno architettonico, si cimenta con successo in concorsi importanti, quello per la facciata della basilica di San Lorenzo (medaglia d’argento) e quello per la Biblioteca nazionale centrale (secondo premio). Nel frattempo inizia la sua attività professionale: Fantappiè fu un professionista attivo e apprezzato nella Firenze che si affacciava al modernismo; le sue opere non sono opere di avanguardia ma sono caratterizzate da uno spiccato eclettismo e solo sporadicamente si avvicinano al repertorio secessionista e liberty. Con l’esaurirsi della vena liberty e con il mutare del panorama architettonico italiano e internazionale, Fantappiè si volse verso la tradizione antica, facendo sempre più uso di modelli accademici, pur accogliendo le novità in campo tecnologico, come i sistemi in cemento armato. Nominato dal 1911 architetto del Cimitero di San Miniato e membro residente dell’Accademia delle arti del disegno, fu poi professore emerito della medesima e accademico onorario dell’Accademia di belle arti di Bologna. Fu attivo fino alla fine degli anni Trenta, periodo in cui, divenuto cieco, non poté più lavorare. Morì a Firenze nel 1951.

## Opere
Il primo impegno importante fu la Villa Vespasiana (oggi Villa Peragallo) a Calenzano, commissionata da Giuseppe Targioni e iniziata nel 1902. Negli anni Dieci iniziò la sua attività nel campo dell’architettura funeraria di cui troviamo numerose testimonianze nel Cimitero delle Porte Sante di San Miniato al Monte e nei cimiteri di Trespiano, Signa e Antella. Realizzò diversi villini, sia a Firenze che nei dintorni (il villino Cottini di via Masaccio, oggi distrutto), collaborò a numerosi progetti di lottizzazione, soprattutto negli anni Venti (aree fiorentine di via Fiume, piazza Leopoldo, via Lungo l’Affrico) e si occupò anche di ristrutturazioni, come quella del palazzo Grassi di via della Scala (attuale sede dell’Hotel Croce di Malta). Con l’ingegnere Vittorio Tognetti lavorò, tra il 1917 e il 1922, alla realizzazione del Palazzo delle Esposizioni al Parterre di San Gallo (poi demolito). Attivo anche nel settore dell’edilizia scolastica, diresse i lavori per la scuola elementare di piazza de’ Nerli  e realizzò il collegio Domengé-Rossi, oggi Liceo Dante, e la facciata della scuola elementare Leonardo da Vinci di Signa.

## Archivio
La sede di Architettura della Biblioteca di Scienze Tecnologiche, Università degli Studi di Firenze conserva un fondo archivistico composto principalmente da materiale fotografico. Si tratta di circa 30 pezzi che testimoniano l'attività professionale di Enrico Dante Fantappiè a Firenze e dintorni. Il fondo comprende anche il Diploma di professore emerito della Reale accademia delle arti e del disegno, conferito a Fantappiè nel 1938.